# 투개월
투개월(Togeworl)은 한국계 미국인 도대윤과 김예림으로 이루어진 대한민국의 혼성 듀오 그룹이다. 2011년 Mnet이 주최한 서바이벌 오디션 프로그램인 《슈퍼스타K 3》에 참가하여 방송 내내 김예림의 독특한 음색과 도대윤의 기타 실력으로 화제를 몰고 다녔으며 최종 3위를 차지하였다. '투개월'이라는 팀명은 김예림과 도대윤이 직접 만들었는데, 함께 한다는 의미의 '투게더'와 처음 만난 지 2개월이 되었다는 의미의 '2개월'의 조합어이다. 오디션 이후 투개월은 《슈퍼스타K 3》의 심사위원이기도 했던 윤종신과 인연이 닿아 미스틱89 소속의 아티스트가 되었다.

## 경력
미국에서 같은 고등학교를 다니던 김예림과 도대윤은 처음 김예림의 제의로 '투개월'이란 그룹을 결성하였고 2011년에 열린 《Mnet 슈퍼스타K 3》의 뉴욕 예선에 합격해 서울 슈퍼위크에 진출하였다. 슈퍼위크에서 치열한 경쟁 끝에 최종 TOP 11에 들어 생방송 무대에 진출한 투개월은 생방송 시작 이후 매 라운드마다 남녀 시청자의 고른 지지를 얻으며 최종 3위의 성적을 거두었다. 첫 생방송 무대에서 불렀던 '여우야'는 빌보드 K-Pop 차트에서 2위를 차지하는 등 좋은 성적을 거뒀다.
2012년 2월 투개월은 tvN 리얼 버라이어티 《더 로맨틱》 OST에 참여하여 처음으로 기존곡의 리메이크곡이 아닌 투개월의 이름을 건 신곡 'The Romantic'을 발표한다. 그 해 9월에는 《슈퍼스타K 3》의 심사위원이기도 했던 가수 윤종신이 대표로 있는 연예기획사 미스틱89와 정식으로 계약하였다.
2013년 5월 24일 투개월 결성 2주년을 기념하여 디지털 싱글 `Number 1`을 발표하였다. `Number 1`이 투개월의 결성 2주년을 기념하여 발표되는 노래인 만큼 뮤직비디오 또한 투개월의 2주년을 축하하는 콘셉트로 제작되었다. 뮤직비디오는 2년 전, 김예림과 도대윤 두 사람이 《슈퍼스타K 3》에 참여하기 위해 페이스북에서 나누었던 대화들과 그들이 실제로 《슈퍼스타K 3》에 출연했던 장면들을 재구성하여 만들어져서 큰 화제가 되기도 하였다.
투개월 정식 데뷔 음반을 준비하던 중 도대윤이 고등학교 학업을 마치기 위하여 당분간 미국으로 떠나게 되자 그 동안 김예림은 자신의 첫 솔로 앨범인 《A Voice》를 발표하고 개인활동을 시작하였다.

## 이전 구성원
| 이름   | 소개 |
| ------ | --- |
| 도대윤 | - 영어이름 : Denny Do - 생년월일 : 1993년 9월 13일(31세) - 출생지 : 강원도 춘천시 - 학력 : 레오니아고등학교 졸업 - 포지션 : 기타, 서브보컬, 코러스 |
| 김예림 | - 영어이름 : Lim Kim - 생년월일 : 1994년 1월 21일(31세) - 출생지 : 서울특별시 송파구 - 학력 : 레오니아고등학교 졸업 - 포지션 : 메인보컬            |

## 슈퍼스타K 3

### 공연곡
- 2011년 9월 30일
  - 더 클래식 - 〈여우야〉
- 2011년 10월 7일
  - 레이디 가가 - 〈Poker Face〉
- 2011년 10월 14일
  - 브라운 아이드 소울 - 〈Brown City〉
- 2011년 10월 21일
  - 패닉 - 〈달팽이〉
- 2011년 10월 28일
  - 윤종신 - 〈니 생각〉
- 2011년 11월 4일
  - 럼블피쉬 - 〈예감 좋은 날〉

## 음반 목록

### 싱글
| 앨범 번호 | 앨범 정보                                | 트랙 리스트   |
| --------- | ---------------------------------------- | ------------- |
| 1         | 《Number 1》 - 발매일: 2013년 5월 24일   | 1. Number 1   |
| 2         | 《Talk To Me》 - 발매일: 2014년 2월 10일 | 1. Talk To Me |

### OST
- tvN 리얼 버라이어티 '더 로맨틱' OST 《The Romantic OST Part 1 - The Romantic》(2012년 2월 20일)